# Héctor Puricelli
Héctor Puricelli   (Montevideo, 15 de setembre de 1916 - Roma, 14 de maig de 2001), conegut a Itàlia com a Ettore Puricelli, fou un futbolista i posterior entrenador de futbol uruguaià, nacionalitzat italià.

## Trajectòria esportiva
Després de jugar al club Central Español de la seva ciutat natal Montevideo, Puricelli marxà a Itàlia l'any 1938 per a jugar al Bologna FC 1909 de la Sèrie A. El club bolonyès visqué, amb Puricelli a la davantera, una de les seves millors etapes i guanyà la lliga italiana de la temporada 1938-39. Aquesta temporada fou el màxim golejador de la lliga italiana de futbol amb 19 gols, juntament amb Aldo Boffi. Ho tornà a ser la temporada 1940-41 amb 22 gols i guanyà a més la seva segona lliga.
Després de la Segona Guerra Mundial fitxà pel Milan, on assolí diversos subcampionats. Acabà la seva trajectòria a l'AC Legnano de la Serie B.
Jugà un partit internacional amb la selecció italiana de futbol l'any 1939.
També destacà com a entrenador. Alguns dels clubs que dirigí foren AC Milan, Palermo, FC Porto, Varese, Atalanta BC, Lanerossi Vicenza, Foggia o Genoa CFC.

## Palmarès
- Lliga italiana de futbol: 1938-39, 1940-41